# 阿马尼亚克堡
阿马尼亚克堡（法語：Labastide-d'Armagnac，亦作，法語發音：[labastid daʁmaɲak]）是法国朗德省的一个市镇，位于该省东部，属于蒙德马桑区。

## 地理
阿马尼亚克堡（43°58'10"N, 0°11'10"W）面积31.87 平方千米，位于法国新阿基坦大区朗德省，该省份为法国西南部沿海省份，是法國本土面积第二大的省，北起吉倫特省，西临大西洋，南至大西洋比利牛斯省，东临热尔省，东北与洛特-加龍省接壤。
与阿马尼亚克堡接壤的市镇（或旧市镇、城区）包括：卡佐邦、拉讷迈尼昂、莫莱翁达马尼亚克、蒙克拉尔、贝特贝泽达尔马尼亚克、勒弗雷什、拉格朗日、莫沃赞达马尼亚克、圣瑞斯坦。
阿马尼亚克堡的时区为UTC+01:00、UTC+02:00（夏令时）。

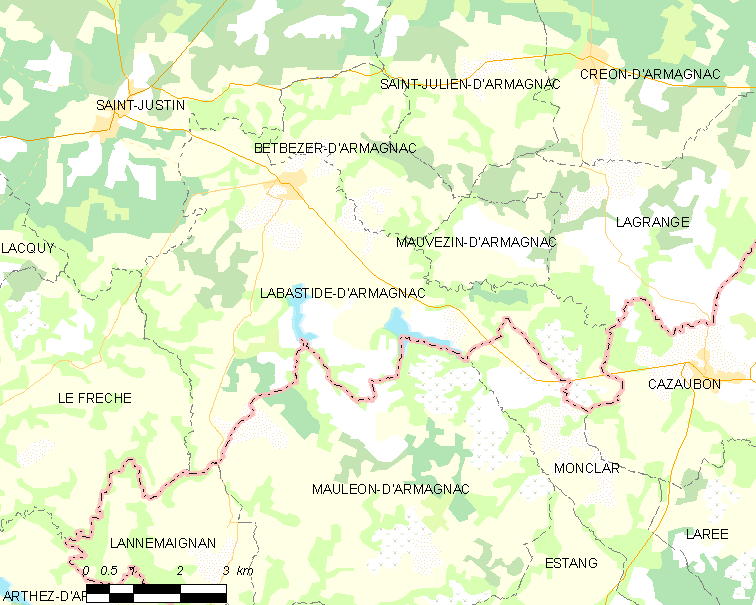
阿马尼亚克堡的OSM定位图

## 行政
阿马尼亚克堡的邮政编码为40240，INSEE市镇编码为40131。

## 政治
阿马尼亚克堡所属的省级选区为上朗德-阿马尼亚克县。

## 人口

1962-2008年间阿马尼亚克堡人口变化图示

阿马尼亚克堡于2022年1月1日时的人口数量为680人。